# Lepturichthys dolichopterus
Lepturichthys dolichopterus är en fiskart som beskrevs av Dai, 1985. Lepturichthys dolichopterus ingår i släktet Lepturichthys och familjen grönlingsfiskar. Inga underarter finns listade i Catalogue of Life.